# Torben Agersnap
Torben Agersnap (* 25. Juli 1922 in Horsens, Dänemark; † 25. März 2013) war ein dänischer Soziologe.
Agersnap studierte bis 1948 an der Universität Aarhus und war ebendort von 1949 bis 1953 wissenschaftlicher Assistent von Theodor Geiger. Seit 1969 war er Professor für Organisation und Arbeitssoziologie an der Handelshochschule Kopenhagen.
Agersnap befasste sich mit querfachlichen Studien und arbeitete an einer Theorie der Technik.

## Schriften (Auswahl)
- Torben Agersnap: Organisationsteorien i stoebeskeen. 1961.
- Torben Agersnap: Arbejdslivets sociologi. 1963.
- Torben Agersnap: Unge under videregaaende uddannelse. 1966.
- Torben Agersnap: Mål og normer i organisationer. 1968.
- Torben Agersnap: Organisationens teknologi og struktur. 1975.